# Sędzisław
Sędzisław je vesnice v Dolnoslezském vojvodství na jihu Polska nacházející se na sever od města Kamienna Góra. Vesnicí prochází železnice a na jejím jižním okraji teče řeka Lesk. Uprostřed vsi se nachází kostel Maximiliána Maria Kolbe. 

## Galerie

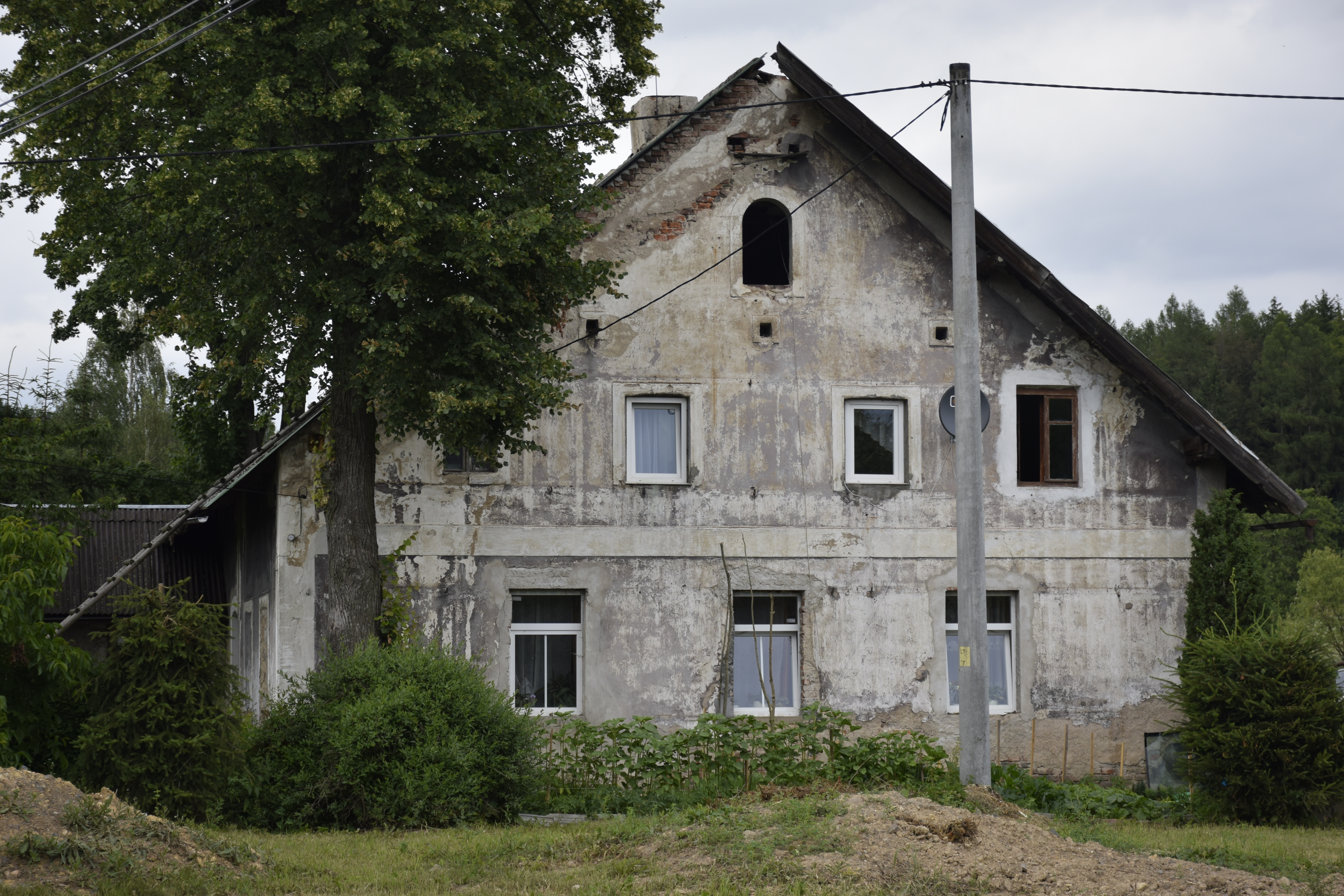
Fasáda domu
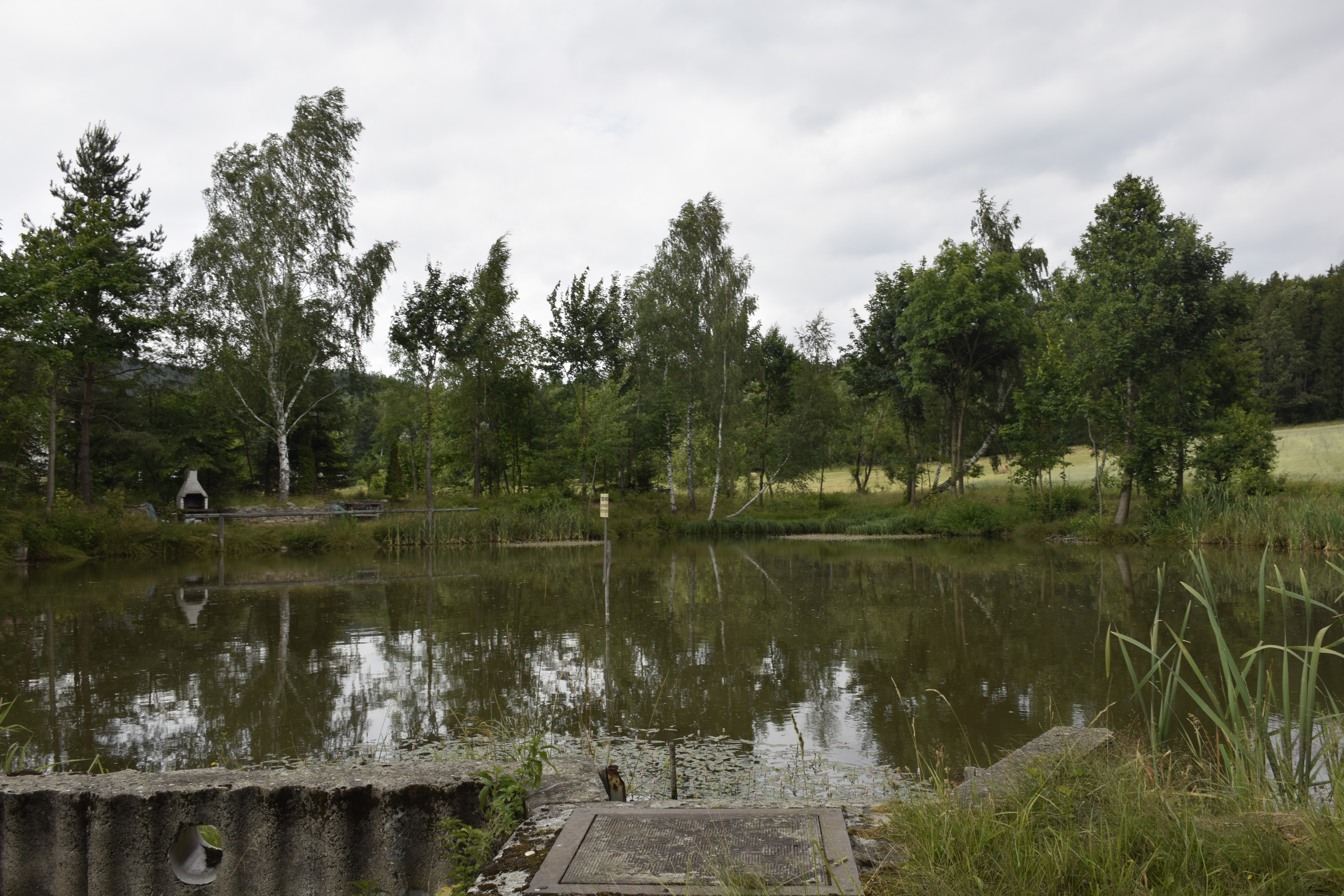
Rybník
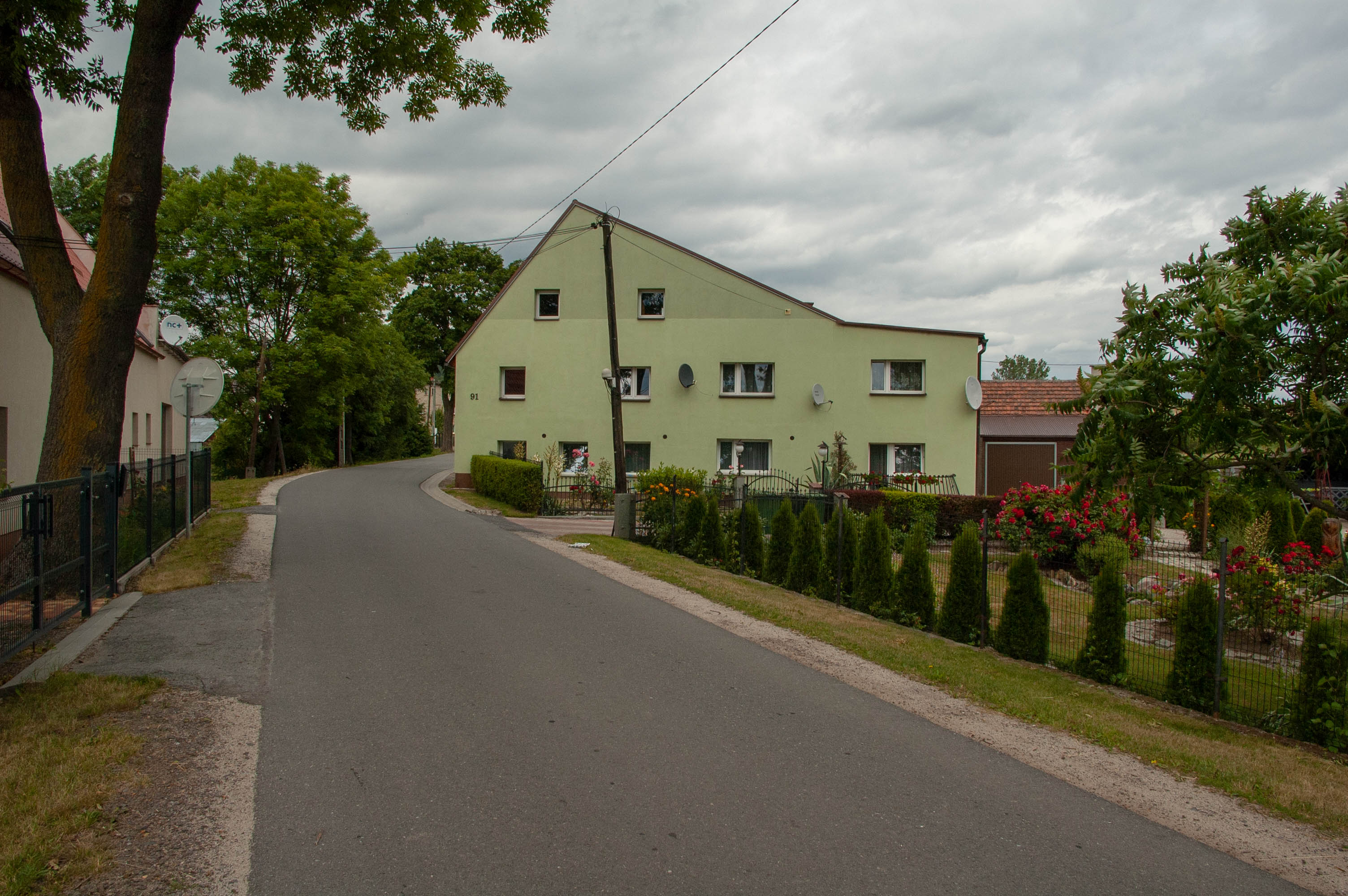
Dům u cesty
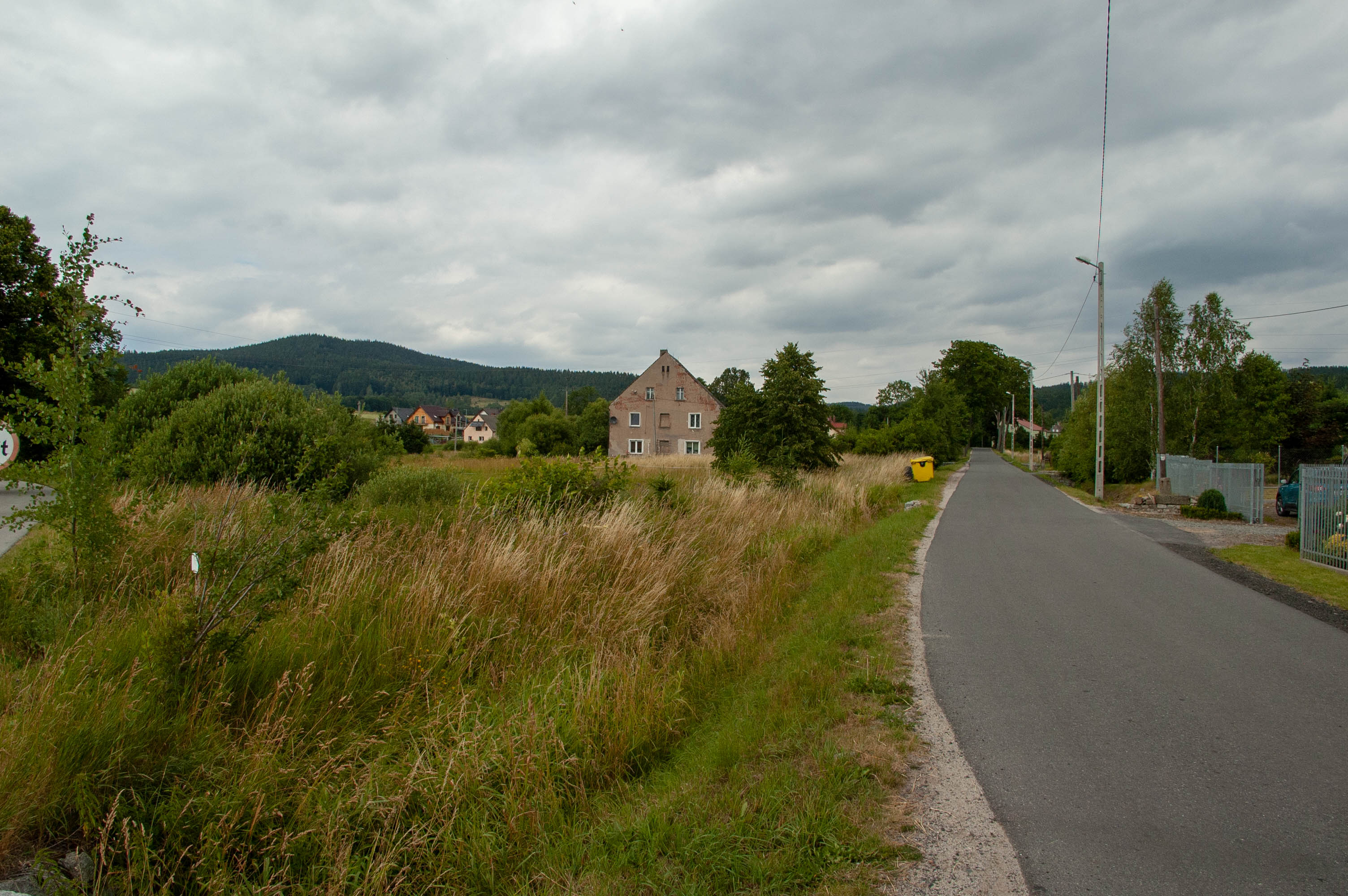
Silnice